# Teenage Mutant Ninja Turtles III: The Manhattan Project
Teenage Mutant Ninja Turtles III: The Manhattan Project is het derde videospel gebaseerd op het Teenage Mutant Ninja Turtles franchise. Het spel werd ontwikkeld door Konami, en kwam uit voor Nintendo Entertainment System in 1991.

## Overzicht
Na een vakantie in Florida komen de Turtles terug naar New York. Shredder en Krang hebben de stad echter de lucht in laten zweven. Tevens hebben ze April O'Neil gevangen om de Turtles in een hinderlaag te lokken.
Dit spel was, net als het eerste Arcadespel, een scrolling vechtspel. Het spel kan met een of twee spelers worden gespeeld. Bij twee spelers heeft het spel 2 modes: in mode A kunnen de spelers ook elkaar verwonden, in mode B niet.
De voornaamste vijanden in het spel zijn Foot Clan soldaten. Net als in het arcadespel kan men aan de kleur van hun uniform zien wat voor wapens en technieken ze gebruiken. Als toevoeging aan de standaard aanval en “jump kick” kan een speler ook vijanden naar achteren gooien. Als zo’n weggegooide vijand een andere vijand raakt, lopen beide schade op. Tevens heeft iedere Turtle een speciale aanval:
- Leonardo: draait rond met zijn zwaarden naar buiten stekend.
- Donatello: rolt kort over de grond, en slingert zijn bo naar de grond toe.
- Raphael: rent vooruit en geeft een kopstoot.
- Michelangelo: voert een handstand-trap uit.

## Levels
Het spel bevat 8 verschillende scènes. Elke scène bevat een tot drie onderdelen en een of meer eindbazen.
| Scène | Beschrijving         | Baas                         |
| ----- | -------------------- | ---------------------------- |
| 1     | Strand               | Rocksteady                   |
| 2     | Oceaan               | Foot Soldiers in Hovercrafts |
| 2     | Slagschip            | Groundchuck                  |
| 3     | Brug                 | Slash & Bebop                |
| 4     | New York             | (geen baas)                  |
| 4     | Platform             | Dirtbag                      |
| 5     | Riool (deel 1)       | Foot Soldier op een Mouser   |
| 5     | Riool (deel 2)       | Leatherhead                  |
| 6     | Technodrome (deel 1) | Rahzar                       |
| 6     | Technodrome (deel 2) | Shredder                     |
| 7     | Gebouw               | (geen baas)                  |
| 7     | Dak                  | Tokka                        |
| 8     | Ruimteschip (deel 1) | Foot Soldier op Mouser       |
| 8     | Ruimteschip (deel 2) | Krang                        |
| 8     | Ruimteschip (deel 3) | Super Shredder               |

## Eindbazen
De meeste eindbazen zijn afkomstig uit de eerste animatieserie. Dit zijn o.a. Dirtbag, Groundchuck, Slash, en Leatherhead.
Tevens is dit het eerste spel waarin enkele personages uit de tweede TMNT film voorkomen; namelijk Tokka en Rahzar, en Super Shredder.